# Accord amiable du 28 avril 2003 à Wall Street
L'accord amiable du 28 avril 2003 à Wall Street, qui représente un montant d'un milliard et demi de dollars, est un des épisodes majeurs du krach boursier de 2001-2002 et une étape importante dans la reconnaissance de la nécessité de l'indépendance des analystes financiers. L'accord a été voulu et mis en œuvre par le procureur de l'État de New York Eliot Spitzer, avec l'aide d'une équipe de quinze à vingt juristes. Afin de mettre un terme aux poursuites pénales engagées sur les pratiques des analystes financiers, il a également été signé par les dix plus importantes banques d'investissement de Wall Street, par William Donaldson, le président de la SEC, Richard Grasso, le président du New York Stock Exchange, et par la National Association of Securities Dealers, association des courtiers américains.

## Un milliard et demi de dollars de sanctions
C'est le premier accord de ce type à prévoir des dédommagements aussi importants pour les investisseurs victimes des recommandations biaisées par des conflits d'intérêts. Une partie de cette somme doit être consacrée à l'analyse financière indépendante, produite par des cabinets d'étude se consacrant exclusivement à cette activité. Le texte stipule aussi que plusieurs analystes ayant émis des recommandations sur des sociétés cotées, dont le contenu était en contradiction avec les mails envoyés à leurs amis, seront bannis de la profession pour dix ans.
Les banques d'affaires ont accepté de verser une amende d'une valeur de 1,4 milliard de dollars, soit la sanction la plus importante jamais infligée à des institutions financières aux États-Unis. L'amende la plus lourde a été versée par Citigroup, première banque américaine, avec 400 millions de dollars, dont l'analyste vedette, Jack Grubman était l'un des plus exposés aux critiques et aux poursuites. Il a été banni de la profession pour dix ans, tout comme Henry Blodget, son confrère de Merrill Lynch.

## Anecdotes et preuves recueillies
L'équipe du procureur de l'État de New York Eliot Spitzer a accompagné l'enquête lancée dès 2001 par la SEC, le gendarme de la Bourse américaine. Les enquêteurs ont retrouvé des courriers électroniques indiquant que Jack Grubman avait sollicité l'aide du PDG de Citigroup Sanford Weill pour faire inscrire ses enfants dans l'une des plus prestigieuses écoles de New York, 92nd Street Y, en l'assurant qu'il soutiendrait, par ses analyses financières, l’action AT&T coûte que coûte. Quelques semaines plus tard, les enfants Jack Grubman étaient admis, et l'école recevra une donation d'un million de dollars de Citigroup. Sanford Weill était membre du conseil d'administration d'AT&T, l'un des principaux clients de Citigroup, et l'action d'AT&T s'est effondrée lors du krach boursier de 2001-2002.
Les emails recueillis par les enquêteurs prouvent aussi que l'analyste Henry Blodget modifiait parfois ses analyses afin de satisfaire les entreprises pour lesquelles travaillait la banque d’investissement  Merrill Lynch. Dans l'un d'eux envoyé à un ami, il traite « d’actions pourries » des titres du secteur de l'Internet qu’il recommandait publiquement à l'achat dans la presse et pour les clients de sa banque.

## Résistance des banques et conséquences
Jusqu'au dernier moment, les banques ont tenté de limiter l'ampleur et le coût de l'accord et d'empêcher que les preuves retenues contre elles soient rendues publiques. Le Congrès des États-Unis leur a refusé le droit de déduire de leurs impôts une partie des amendes prévues par l'accord.
L'accord a contribué, avec bien d'autres facteurs, à restaurer partiellement la confiance dans les marchés boursiers au moment où celle-ci était tombé au plus bas. Le Dow Jones et le Nasdaq se sont repris à partir de mars 2003 après une forte chute au cours du Krach boursier de 2001-2002.

## Rôle du procureur de New York
Selon le quotidien Le Monde, l'action réussie d'Eliot Spitzer a suscité des comparaisons avec un autre procureur général de New York qui, dans les années 1980, avait aussi "nettoyé" Wall Street, Rudolph Giuliani, avant de devenir ensuite maire de la ville.
Tenté aussi par la politique, Eliot Spitzer fera finalement campagne pour Hillary Clinton lors de sa candidature à l'investiture démocrate lors de l'élection présidentielle de 2008. Mais le New York Times révèle, en mars 2008, son implication en tant que client d’un réseau de call girl haut de gamme démantelé par le FBI.

## Les dix banques d'investissement signataires de l'accord
- Bear Stearns
- Crédit suisse First Boston
- Goldman Sachs
- Lehman Brothers
- JPMorgan Chase
- Merrill Lynch
- Morgan Stanley
- Citigroup
- UBS
- Piper Jaffray[7]